# Nyarugonga
Nyarugonga är ett periodiskt vattendrag i Burundi.   Det ligger i provinsen Bubanza, i den nordvästra delen av landet, 40 km norr om huvudstaden Bujumbura.
I omgivningarna runt Nyarugonga växer huvudsakligen savannskog. Runt Nyarugonga är det tätbefolkat, med 397 invånare per kvadratkilometer.